# Андрєєв Андрій Олексійович
Андрі́й Олексі́йович Андрє́єв (нар. 19 вересня 1967 — пом. 8 грудня 2014, Маріуполь, Донецька обл.) — солдат Збройних сил України, учасник російсько-української війни.

## Життєпис
У 1990-х роках переїхав до України, проживав в місті Запоріжжя. Працював у КП «Запоріжелектротранс», водій трамвая. Їздив на свою «малу Батьківщину», після останньої поїздки повернувся пригніченим та розбитим. Жінці оповів, що більше туди не поїде, Росія стала йому чужою.
Мобілізований як доброволець 22 серпня 2014 року, солдат, номер обслуги 23-го окремого мотопіхотного батальйону «Хортиця» 93-ї окремої механізованої бригади. У вересні побував вдома, попри проблеми із серцем, повернувся на передову.
Загинув 8 грудня 2014 року під вечір поблизу Маріуполя.
Лишилися дружина Вікторія й двоє синів — старший син В'ячеслав служив в 55-й артбригаді, молодший Андрій 1992 р.н.
Похований в Запоріжжі, кладовище «Капустяне» по вулиці Солідарності.

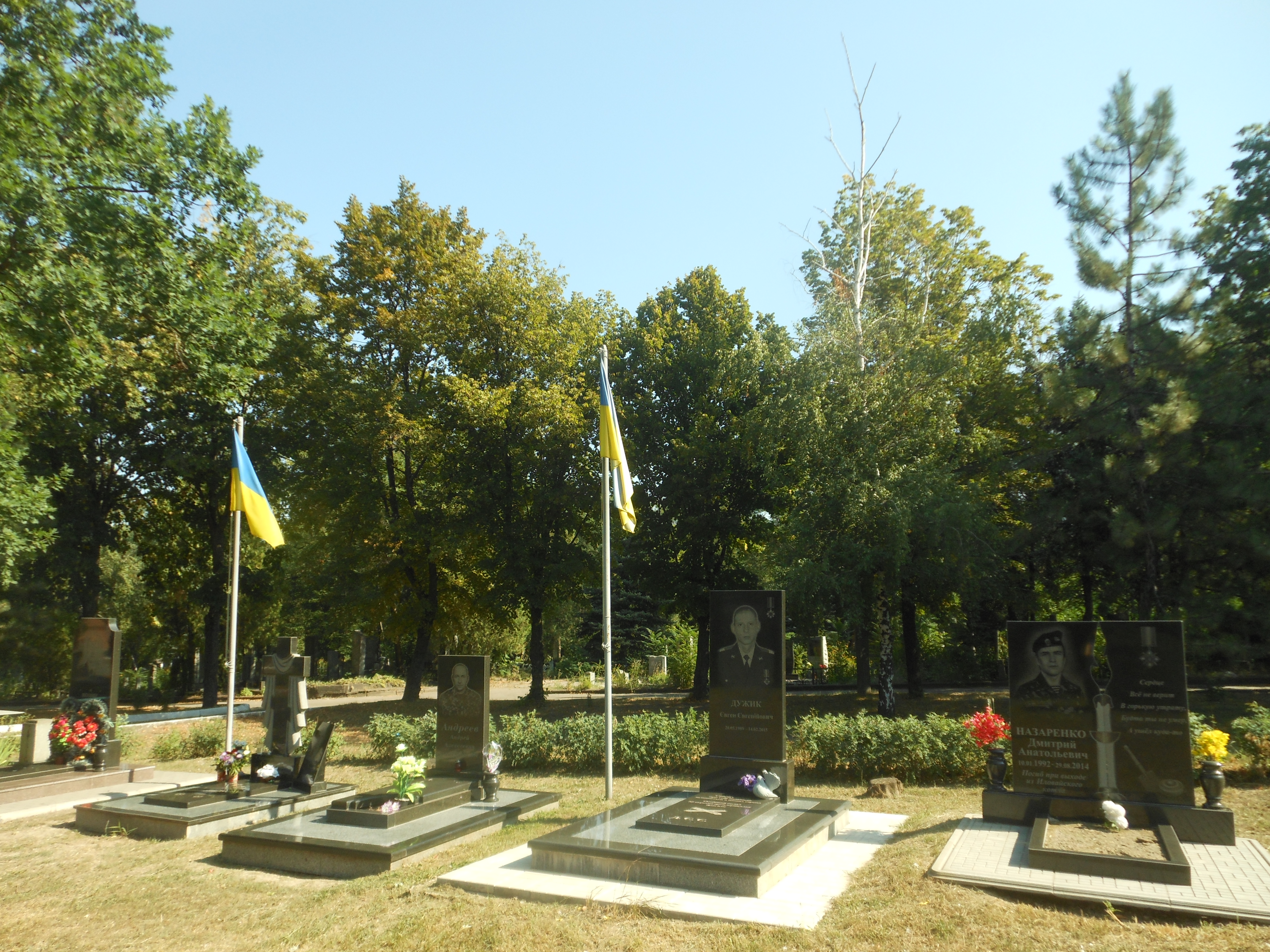

## Нагороди та вшанування
За особисту мужність і героїзм, виявлені у захисті державного суверенітету та територіальної цілісності України, вірність військовій присязі під час російсько-української війни, відзначений — нагороджений
- 29 вересня 2016 року — орденом «За мужність» III ступеня (посмертно, як Андрєєв Андрій Олександрович)[1]

Нагороджений орденом «За заслуги перед Запорізьким краєм» третього ступеня (посмертно).
Вшановується в меморіальному комплексі «Зала пам'яті», в щоденному ранковому церемоніалі 8 грудня.